# Луговское (Забайкальский край)
Луговско́е — село в Газимуро-Заводском районе Забайкальского края России. Входит в состав сельского поселения «Батаканское».

## География
Село находится в западной части района, на левом берегу реки Газимур, на расстоянии примерно 15 км (по прямой) к юго-западу от села Газимурский Завод, административного центра района. Абсолютная высота — 610 м над уровнем моря.
Климат
Климат характеризуется как резко континентальный с продолжительной морозной зимой и тёплым летом. Средняя температура воздуха самого холодного месяца (января) составляет −26 — −34 °C; средняя температура самого тёплого месяца (июля) — 15 — 19 °C. Среднегодовое количество атмосферных осадков составляет 350—400 мм.
Часовой пояс
Село Луговское, как и весь Забайкальский край, находится в часовой зоне МСК+6. Смещение применяемого времени относительно UTC составляет +9:00.

## История
Основано в 1851 году ссыльными крестьянами, приписанными к Газимурскому сереброплавильному заводу как хлебопашцы для поставки хлеба. Относилось к станице Актагучинская Забайкальского казачьего войска. В 1930 году образован колхоз «Ленинизм». С 1970 года в селе находилось отделение совхоза «Батаканский».

## Население
| 1989 | 2002 | 2010 | 2021 |
| ---- | ---- | ---- | ---- |
| 228  | ↘225 | ↘211 | ↘205 |

Половой состав
По данным Всероссийской переписи населения 2010 года, в гендерной структуре населения мужчины составляли 51,7 %, женщины — соответственно 48,3 %.
Национальный состав
Согласно результатам переписи 2002 года, в национальной структуре населения русские составляли 100 % из 225 чел.

## Улицы
Уличная сеть села состоит из двух улиц:
- ул. Майская,
- ул. Подгорная.

## Инфраструктура
В селе функционируют начальная общеобразовательная школа и сельский клуб.